# نفرتاري

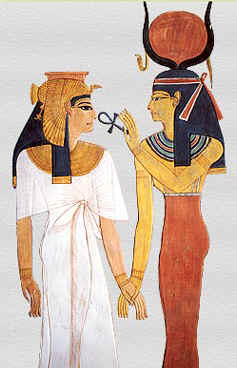
المعبودة حتحور تعطي مفتاح الحياة لنفرتاري

نفرتاري (سي 1300—1250 قبل الميلاد) كانت كبيرة الزوجات الملكيات (أو الزوجة الرئيسية) لرمسيس العظيم. نفرتاري تعني المصاحبة الجميلة ويترجم الاسم بمعاني مختلفة «المحبوبة التي لا مثيل لها» أو «جميلة جميلات الدنيا» أو انها تشبه النجمة، تلك التي تظهر عند مطلع عام جديد. نفرتاري هي واحدة من أكثر الملكات المصرية شهرة ككليوباترا، نفرتيتي وحتشبسوت. زين رمسيس العظيم ضريح نفرتاري QV66 بشكل مسرف، وهو الأكبر والأبرز في وادي الملكات.

## مكانتها
كانت نفرتاري أشهر وأهم زوجات الملك رمسيس الثاني الذي عاش في عصر الأسرة التاسعة عشرة في القرن 13 ق م. ومن ضمن زوجاته الأخريات إست نفرت ومات نفرو رع وهي أميرة حيثية. بلغ عدد أبنائه نحو 90 ابنة وابن. أولاده كان منهم: بنت عنتا ومريت آمون (أميرات وزوجات والدهن)، ستناخت والملك مرنپتاح (الذي خلفه) والأمير خعواست. أنجبت نفرتاري كثيرا من الأولاد لرمسيس لكن لم يعمر أحد منهم مثل أبيه.
قدست نفرتاري مثل زوجها، ولم تكن أول من حمل هذا التفضيل، فلقد سبقتها الملكة «أحمس-نفرتاري»، عميدة الأسرة الثامنة عشرة، والتي ألهها المصريون القدماء حسب معتقداتهم، والملكة نفرتاري زوجة الملك تحتمس الرابع.

## عائلة
على الرغم من أن عائلة نفرتاري غير معروفة، إلا أن تم اكتشاف خرطوش منقوش عليه اسم الفرعون آي في مقبرتها فيعُتقد انها كانت على صلة قرابة به فقد تكون حفيدته.ومع ذلك، لا يوجد دليل قاطع يربط نفرتاري بالعائلة المالكة في الأسرة الثامنة عشرة. 
تزوجت نفرتاري من رمسيس الثاني قبل أن يتولى العرش، حيث لنفرتاري أربعة أبناء وبنتان على الأقل. كان آمون-حور-خبشف، الأكبر، وليًا للعهد وقائدًا للقوات، وخدم بارهيروينمف لاحقًا في جيش رمسيس الثاني. تمت ترقية الأمير ميري اتوم إلى منصب رئيس كهنة رع بمصر الجديدة. وتشير النقوش إلى أنه ابن نفرتاري. الأمير ميري رع هو الابن الرابع المذكور على واجهة المعبد الصغير في أبو سمبل ويعتقد أنه ابن آخر لنفرتاري. 
ميريت آمون وحنوت تاوي هما ابنتان ملكيتان تم تصويرهما على واجهة المعبد الصغير في أبو سمبل ويعتقد أنهما بنات نفرتاري.
يُقترح أحيانًا أن تكون الأميرات اللاتي يُدعى باكتمات ونفرتاري، ونبت تاوي بنات أخريات لنفرتاري بناءً على وجودهن في أبو سمبل، ولكن لا يوجد دليل ملموس على هذه العلاقة العائلية المفترضة.

## أبو سمبل

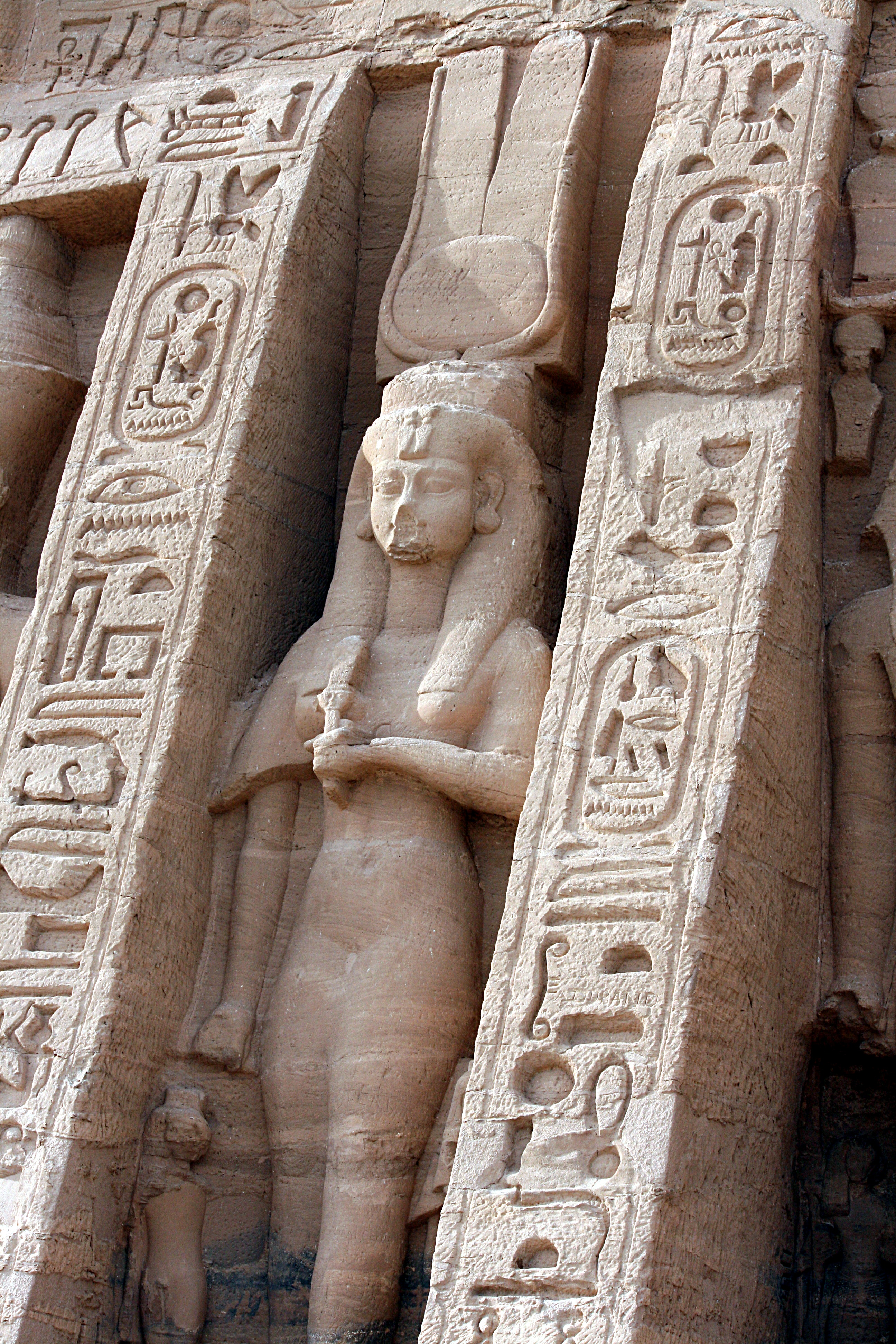
تمثال نفرتاري في ابو سمبل

أبو سمبل (Abu simbul) هو موقع أثري يوجد ببطن الجبل في بلاد النوبة جنوبي مدينة أسوان. ويتكون من معبدين كبيرين نحتا في الصخر. وقد بناه الملك رمسيس الثاني عام 1250 ق.م. وواجهة المعبد تتكون من أربعة تماثيل كبيرة. تمثل الملك بارتفاع 67 (20 متر) قدما وباب يفضي الي حجرات طولها 180 قدما. توجد ستة تماثيل في مدخل المعبد الآخر أربعة منها لرمسيس الثاني واثنتين لزوجته نفرتاري. يقع معبد نفرتارى ـ الملكة الأثيرة لدى رمسيس الثاني ـ إلى الشمال من معبد «أبو سمبل» الكبير بحوالى مائة وعشرين مترا

## مقبرة نفرتارى
اُكتشفت مقبرة نفرتارى سنة 1904 ولم تفتح للجمهور منذ اكتشافها إلا في أوائل عقد التسعينات من القرن الماضي، وذلك لحدوث بعض التلف في النقوش والزخارف بسبب ترسب الأملاح. الفتحة المؤدية إلى داخل المقبرة تواجه الشرق. سقف المقبرة يعبر عن السماء. السماء في الليل، سواد غميق، ترصعه نجوم ذهبية. اللون الأسود غامق مشوب بزرقة. بعكس لون الاله انوبيس الأسود الصريح. تزخر المقبرة بالنقوش والرسوم الجدارية الحية وهناك لوحة حائطية تُصور الملكة وهي تلعب لعبة شبيهة بالشطرنج.

## وصلات خارجية
- صيانة تراث نفرتاري من مجلة العلوم الأمريكية - النسخة العربية